# سباستین شر
سباستین شر (انگلیسی: Sébastien Chéré؛ زادهٔ ۲۳ دسامبر ۱۹۸۶) بازیکن فوتبال اهل فرانسه است.